# エッシー (模型メーカー)
エッシー (ESCI)は、かつてイタリアにあった模型メーカーで、航空機や戦車などのスケールモデルを主に生産していた。1987年にアメリカのアーテル（ERTL）に買収された後もエッシー/アーテルのブランドで生産は続行されたが、1999年にエッシーブランドは消滅し、金型はイタリアのイタレリに売却された。

## 概要
エッシーはデカールメーカーとしてスタートし、1960年代後半には印刷の美しい完全つや消しのデカールを多数発売していた。最初のプラモデルは1971年に発売された1/9スケールのBMW R.75サイドカーで、その後1973年に1/72スケールのAFV、1977年に1/48スケールの航空機のキットを発売し、プラモデルメーカーとしての地位を固めていった。特に1980年に発売を開始した1/72の航空機キットは、当初から凹筋彫りを採用し、外形の正確さと日本製金型の精度の高さもあって高い評価を受けた。80年代初頭に、日本代理店を務めていたツクダは～イタリアに金型を送る前に、日本で製造したロットを、日本国内向けに発売していたこともあった。1987年のアーテルによる買収後もエッシー/アーテルのブランドで多くの新製品が開発されたが、米国内での売り上げ減少のため、1992年でエッシーブランドでの新製品の開発は打ち切られ、既存の製品も多くが生産休止となった。ただし、1992年時点で開発中だった製品の開発は続行され、1993年以降AMT/アーテルのブランドで発売されている。また、一部の既存キットも1989年以降、エッシー/アーテルのブランドと並行してAMT/アーテルのブランドでも発売されていた。1999年にアーテルがレーシングチャンピオン（RACING CHAMPIONS）に買収され、スケールモデルの販売から撤退したのに伴い、エッシーブランドは消滅し、AMT/アーテル時代に開発されたものも含めスケールモデルの金型はイタレリに売却された。イタレリは2001年以降、旧エッシー製品の再発売を順次行っている。

## 主な製品

### 航空機モデル
航空機のモデルは1/48と1/72の2つのスケールで展開されている。主に第二次世界大戦後の機体をモデル化しており、大戦機のモデルは少ない。1/72の航空機モデルはエッシーを代表するシリーズの一つで、1992年までにバリエーションキットやデカール変えも含めて110点余りのキットが発売されている。当初から日本で金型を製作しており、当時世界のトップレベルにあった日本のハセガワやフジミ模型などのキットに匹敵する品質を持っていた。特にF-5A/BやF-100、F-104などのように当時既に旧式化しており、日本のメーカーではモデル化していなかったり、古いキットしかなかった機種のモデルは高い評価を受けている。最新の機種に関しては日本のメーカーのキットとバッティングすることが多く、品質的にも大差はなかったので、日本国内ではあまり評価されなかったが、海外では日本製キットより低価格のため人気があった。中には、日本のメーカーの製品と表面のモールドや部品分割までほぼ同一のキットがほぼ同時に発売されたケースもあったが、これは木型の製作を日本のメーカーが依頼したのと同一の原型師に依頼したためであり、どちらかが他方の製品をコピーしたものではない。1/72のモデルは殆どが戦後の機体であり、第二次大戦機は戦後も使用されたC-47/DC-3系列と、エッシーブランドでは未発売に終わったJu 88しか作られていない。また第一次世界大戦時の複葉戦闘機が6種発売されているが、これはエッシーが開発したものではなく、マルサン商店が1960年代後半に開発し、その後日本模型などからも発売されたキットの金型を使用している。アーテルによる買収後は、当時極めて資料に乏しかったTu-22MやTu-22などのソビエト製爆撃機もモデル化している。さらにV-22オスプレイもモデル化しているが、これは試作機を基に計画中の量産機をモデル化したもので、実機の実用化には更に長い年月を要したため、実際に量産配備された機体とは大きく異なっている。末期に開発されていたB-52やJu88などはAMTブランドで発売されている。
1/48の航空機モデルも100点程度発売されているが、こちらは1/72に比べて形状、モールド共にあまり高い評価は受けていない。ただし、アイテム的には1/72でもモデル化されていない比較的マイナーな機種や資料の乏しいソビエト機がカバーされており、特に初期に発売された数少ない第二次大戦機のモデルであるHs 123やHs 129は評価が高い。また末期にはAMT社が1970年代に発売した1/48第二次大戦機の再発売品もラインナップに加えられている。
プラモデルとしては他に類似した製品のないユニークな航空機モデルとして、1/12スケールのF-16とF-104のコックピットのキットが発売されていた。戦闘機のコックピット部分のみを取り出して、大スケールを生かして詳細にモデル化したキットで、自分の技量に合わせていくらでも作り込むことができるので人気があった。エッシーの金型がイタレリに売却された際も、いち早く再発売されている。

### ミリタリーモデル
戦車、軍用車両等のモデルは1/35と1/72の2つのスケールで展開されている。1/72のモデルは、ハセガワのミニボックスシリーズと共に、ミニAFVモデルに1/72スケールを採用した最も初期のシリーズであり、当時としては出来が良かったため、ハセガワからミニボックスEシリーズとして国内販売されたほか、他のいくつかのメーカーからも自社ブランドで発売されている。ただし、このシリーズの出来が一見良いのは、他のメーカーの1/35スケールのキットを縮小コピーしているからだとする否定的な評価もある。1980年代半ばまでに発売されたキットは全て第二次世界大戦時のものであったが、1987年以降新規に開発された製品は全て当時の現用車両をモデル化していた。また、ジオラマベースに車両数台と兵士などを加えたジオラマセットも販売されていた。
1/35のモデルは、1976年に発売が開始され、イタレリに次いで日本国外のメーカーとして最も初期に1/35スケールを採用したシリーズの1つである。初期に開発されたモデルは、Sd.Kfz.10やネーベルヴェルファー、馬車など比較的マイナーな第二次世界大戦時のアイテムが多かったが、1/72と同様1987年以降は現用車両をモデル化した。
1/9では軍用オートバイに加え、ケッテンクラートやキューベルワーゲンまでモデル化されていた。これらは、2000年代の半ば以降に中国のメーカーからさらに大型のモデルが発売されるまでは、最大クラスのミリタリーモデルだった。

### 艦船モデル
艦船モデルは、1980年代に1/1200スケールのウォーターラインモデルが10数点発売されたのみである。これらは新規に開発されたものではなく、ドイツレベルなどが何度か再発売している旧キットの金型を使用した製品であった。